# عبد السلام الشرايبي
عبد السلام الشرايبي (1936، مراكش - 23 أبريل 2006) هو ممثل مغربي.

## مسيرته
بدأ حياته المهنية في المسرح كممثل وكاتب مسرحي في عام 1960 بمسقط رأسه مراكش، مع فرقة الوفاق ثم مع المجموعة الوطنية «المعمورة».
بعد ذلك، أسّس رُفقة أسماء كبيرة مثل عبد الجبار لوزير ومحمد بلقاس فرقة «الوفاء المراكشية».
وككاتب مسرحي، قام بتأليف مسرحيات لقت رواجا كبيرا مثل: الحراز، سيدي قدور العلمي، بنت الخراز، مقصور الجنة، وغيرها، وقد تعاون مع عدة فنانين مغاربة كبار مثل الطيب الصديقي، ونعيمة المشرقي، ومصطفى الخياط، ومصطفى الداسوكين، وغيرهم.

### مسرحيات
ألف العديد من المسرحيات الناجحة منها:
- الحراز
- سيدي قدور العلمي
- دار النسيان
- بنت الخراز
- أنا وختي
- لي ما عرفك خسرك
- مقصور الجنة
- لبس قدك يواتيك
- طمو الذهب

## وفاته
توفي عبد السلام شرايبي في 23 أبريل 2006 إثر حادث مروري بالقرب من مدينة العرائش.